# 麻城站
麻城站位于湖北省黄冈市麻城市西陵大道，是京九铁路的一座火车站，等级为二等站，距北京西站1091公里，距常平站1224公里，本站及相邻上下行区间均为电气化区段。建有通往武汉市的联络线麻武铁路，将京九铁路与京广铁路、武九铁路、汉丹铁路等线路连接。车站建于1996年。

## 车站结构

### 站场

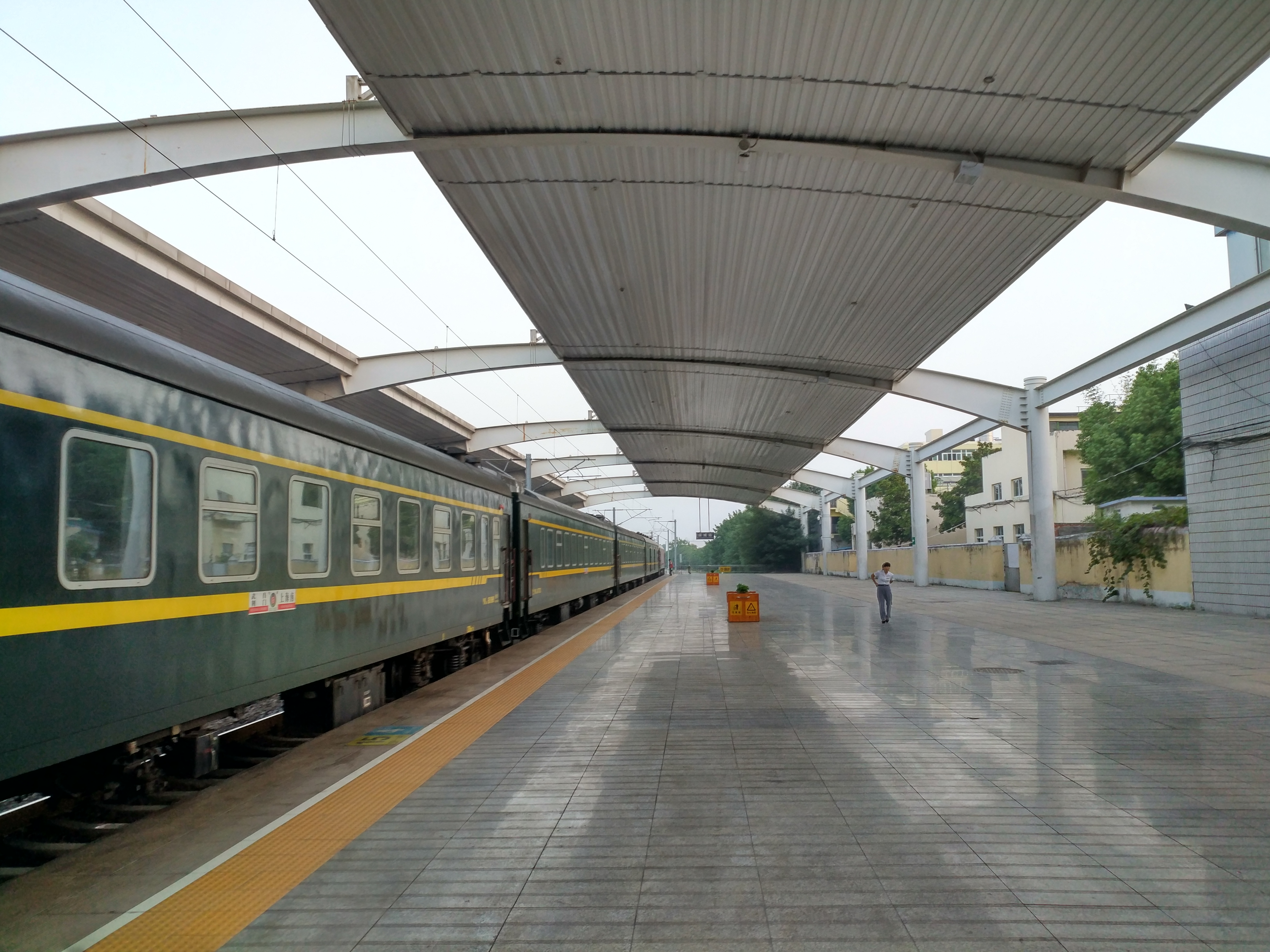
1站台

| 东↑ |      | 站房                                                             |  |
|     | 侧式 |                                                                  |  |
|     | 1    | 到发线，京九铁路、麻武铁路往常平、武汉北方向（周铁岗站、中驿站） |  |
|     | 2    | 到发线，京九铁路、麻武铁路往常平、武汉北方向（周铁岗站、中驿站） |  |
|     | 岛式 |                                                                  |  |
|     | 3    | 到发线，京九铁路、麻武铁路往常平、武汉北方向（周铁岗站、中驿站） |  |
|     |      | 京九铁路下行列车正线                                             |  |
|     |      | 京九铁路上行列车正线                                             |  |
|     | 4    | 到发线，京九铁路 往北京西方向（罗铺站）                          |  |
|     | 岛式 |                                                                  |  |
|     | 5    | 到发线京九铁路 往北京西方向（罗铺站）                            |  |
| 西↓ |      | 调车场、货场                                                     |  |